# Dieter Jahn (Chemiker)

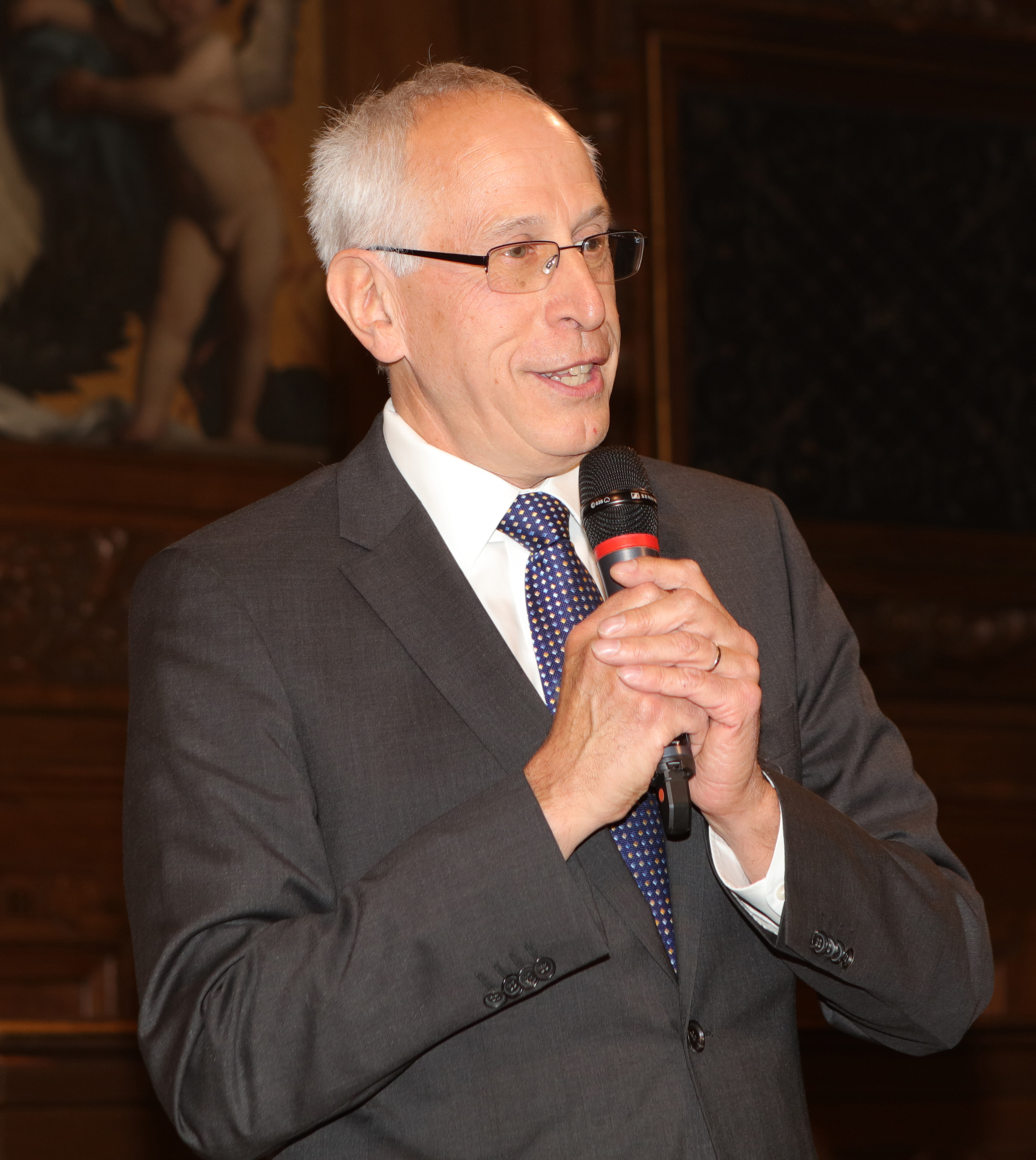
Dieter Jahn (2016)

Dieter Jahn (* 23. April 1951 in Neresheim) ist ein deutscher Chemiker. Er war in den Jahren 2006 und 2007 Präsident der Gesellschaft Deutscher Chemiker (GDCh).

## Leben
Dieter Jahn studierte ab 1970 Chemie an der Universität Stuttgart. 1978 promovierte er. 1979 wurde er Laborleiter in der Pflanzenschutz-Forschung der BASF AG. Von 1992 bis 1996 leitete er die Biotechnologie-Forschung der BASF. Seitdem war Jahn als Abteilungsdirektor verantwortlich für die Forschungsplanung (seit 2000 Hochschulbeziehungen und Forschungsplanung) der BASF-Gruppe, 2012 ging er in den Ruhestand. Heute (Stand 2016) ist er Wissenstransferbotschafter des Landes Rheinland-Pfalz für Materialforschung und Vorsitzender des Universitätsrats der Universität Konstanz.
2016 verlieh die GDCh ihm die Ehrenmitgliedschaft und die Universität Konstanz die Würde eines Ehrensenators.